# Sermages
Sermages est une commune française située dans le département de la Nièvre, en région Bourgogne-Franche-Comté.

## Géographie

### Localisation
Sermages se situe dans le massif du Morvan et fait partie de son parc naturel régional.
| Maux | Saint-Péreuse Dommartin | Saint-Hilaire-en-Morvan |
|      | Sermages                | Saint-Léger-de-Fougeret |
|      | Moulins-Engilbert       |                         |

### Hydrographie
La rivière le Guignon.

### Climat
Pour des articles plus généraux, voir Climat de la Bourgogne-Franche-Comté et Climat de la Nièvre.
En 2010, le climat de la commune est de type climat océanique altéré, selon une étude du Centre national de la recherche scientifique s'appuyant sur une série de données couvrant la période 1971-2000. En 2020, Météo-France publie une typologie des climats de la France métropolitaine dans laquelle la commune est toujours exposée à un climat océanique altéré et est dans la région climatique  Centre et contreforts nord du Massif Central, caractérisée par un air sec en été et un bon ensoleillement. 
Pour la période 1971-2000, la température annuelle moyenne est de 10,4 °C, avec une amplitude thermique annuelle de 15,5 °C. Le cumul annuel moyen de précipitations est de 1 096 mm, avec 13 jours de précipitations en janvier et 8,1 jours en juillet. Pour la période 1991-2020, la température moyenne annuelle observée sur la station météorologique de Météo-France la plus proche, « Chateau Chinon », sur la commune de Château-Chinon (Ville) à 8 km à vol d'oiseau, est de 10,5 °C et le cumul annuel moyen de précipitations est de 1 252,3 mm. 
La température maximale relevée sur cette station est de 38,8 °C, atteinte le 25 juillet 2019 ; la température minimale est de −21,3 °C, atteinte le 10 février 1956,,. 
Les paramètres climatiques de la commune ont été estimés pour le milieu du siècle (2041-2070) selon différents scénarios d'émission de gaz à effet de serre à partir des nouvelles projections climatiques de référence DRIAS-2020. Ils sont consultables sur un site dédié publié par Météo-France en novembre 2022.

## Urbanisme

### Typologie
Au 1er janvier 2024, Sermages est catégorisée commune rurale à habitat très dispersé, selon la nouvelle grille communale de densité à sept niveaux définie par l'Insee en 2022.
Elle est située hors unité urbaine et hors attraction des villes,.

### Occupation des sols
L'occupation des sols de la commune, telle qu'elle ressort de la base de données européenne d’occupation biophysique des sols Corine Land Cover (CLC), est marquée par l'importance des territoires agricoles (70,1 % en 2018), en diminution par rapport à 1990 (71,2 %). La répartition détaillée en 2018 est la suivante : prairies (62,5 %), forêts (27,6 %), terres arables (4,2 %), zones agricoles hétérogènes (3,3 %), mines, décharges et chantiers (1,2 %), zones urbanisées (1,1 %). L'évolution de l’occupation des sols de la commune et de ses infrastructures peut être observée sur les différentes représentations cartographiques du territoire : la carte de Cassini (XVIIIe siècle), la carte d'état-major (1820-1866) et les cartes ou photos aériennes de l'IGN pour la période actuelle (1950 à aujourd'hui).

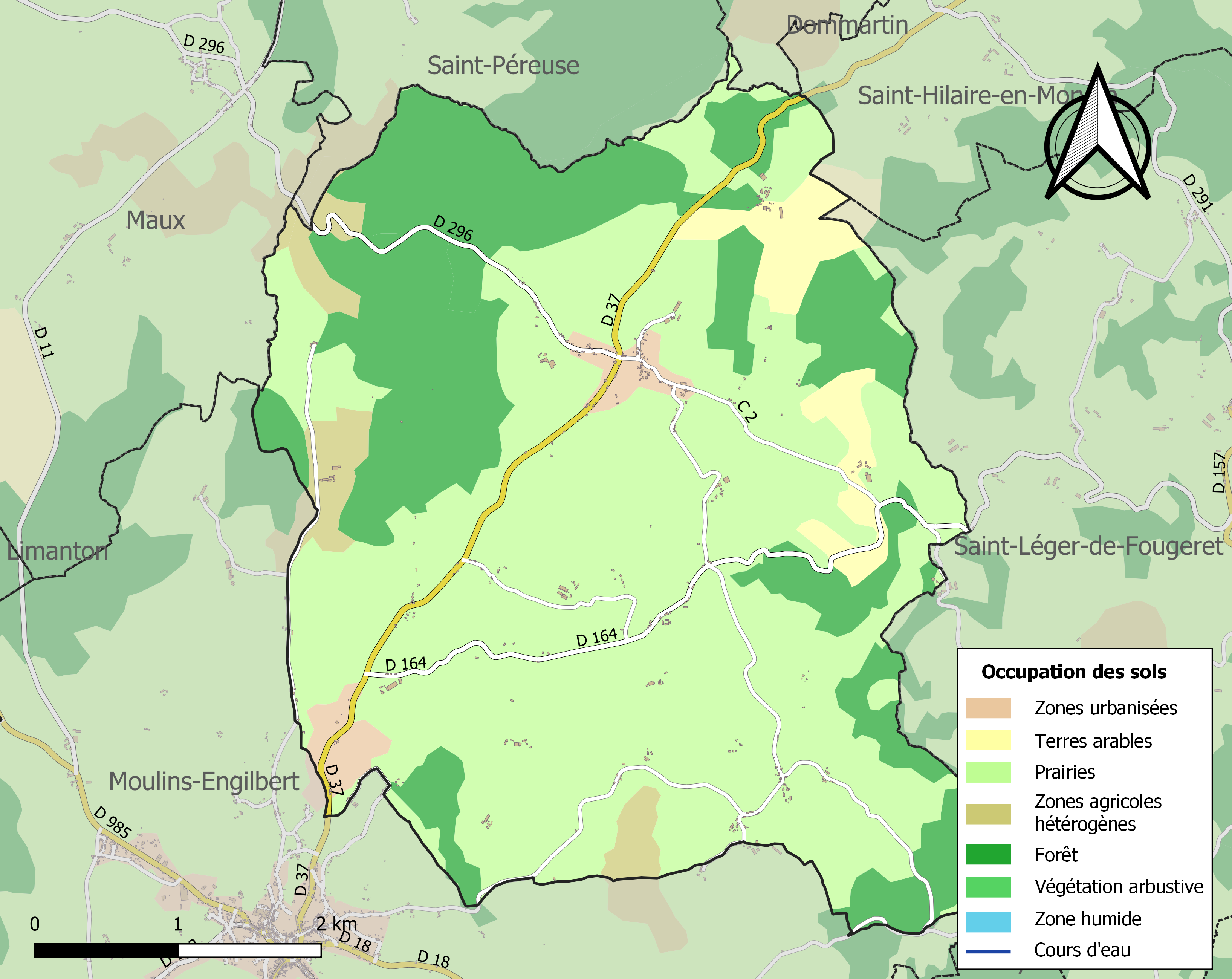
Carte des infrastructures et de l'occupation des sols de la commune en 2018 (CLC).

## Histoire
La commune a été absorbée par Moulins-Engilbert entre 1793 et 1841, avant de retrouver son indépendance.

## Politique et administration

### Ancien Régime
Religieuse
- 1779 : Dominique Moireau[13].

Civile

### Depuis la Révolution
Maires nommés
Maires élus
| Période                                  | Période  | Identité               | Étiquette   | Qualité     |
| ---------------------------------------- | -------- | ---------------------- | ----------- | ----------- |
| avant 1973                               | 1988     | Gérard Grimond         | UDR         | Agriculteur |
| Les données manquantes sont à compléter. |          |                        |             |             |
| 1989                                     | 2014     | Jacques Simonot        |             | Enseignant  |
| mars 2014                                | En cours | Mme Dominique Strieska | Renaissance |             |

## Population et société

### Démographie
L'évolution du nombre d'habitants est connue à travers les recensements de la population effectués dans la commune depuis 1793. Pour les communes de moins de 10 000 habitants, une enquête de recensement portant sur toute la population est réalisée tous les cinq ans, les populations de référence des années intermédiaires étant quant à elles estimées par interpolation ou extrapolation. Pour la commune, le premier recensement exhaustif entrant dans le cadre du nouveau dispositif a été réalisé en 2006.

En 2022, la commune comptait 191 habitants, en évolution de +1,06 % par rapport à 2016 (Nièvre : −3,28 %, France hors Mayotte : +2,11 %).
| 1793 | 1841 | 1846 | 1851 | 1856 | 1861 | 1866 | 1872 | 1876 |
| ---- | ---- | ---- | ---- | ---- | ---- | ---- | ---- | ---- |
| 449  | 682  | 668  | 711  | 731  | 748  | 778  | 803  | 857  |

| 1881 | 1886 | 1891 | 1896 | 1901 | 1906 | 1911 | 1921 | 1926 |
| ---- | ---- | ---- | ---- | ---- | ---- | ---- | ---- | ---- |
| 807  | 826  | 833  | 785  | 772  | 775  | 684  | 550  | 561  |

| 1931 | 1936 | 1946 | 1954 | 1962 | 1968 | 1975 | 1982 | 1990 |
| ---- | ---- | ---- | ---- | ---- | ---- | ---- | ---- | ---- |
| 502  | 472  | 444  | 397  | 350  | 319  | 264  | 255  | 241  |

| 1999 | 2006 | 2011 | 2016 | 2021 | 2022 | - | - | - |
| ---- | ---- | ---- | ---- | ---- | ---- | - | - | - |
| 229  | 225  | 207  | 189  | 191  | 191  | - | - | - |

## Culture locale et patrimoine

### Lieux et monuments
- L'église paroissiale Saint-Pierre[18].

En 1981, elle est choisie (quoique la flèche du clocher soit tronquée) pour figurer sur la célèbre affiche « La force tranquille » du candidat à l'élection présidentielle François Mitterrand  est,.
- La cascade du Crot-de-l’Ours.

### Jumelage
Sermages est jumelée avec la municipalité Mettendorf (Eifel) dans l'Eifel en Allemagne.

### Personnalités liées à la commune
- Georges Mathé (1922-2010), né à Sermages, cancérologue.

Il avait acquis la célébrité en 1959 en soignant six physiciens yougoslaves irradiés accidentellement dans une centrale nucléaire.